# Pedro Lovell
Pedro Lovell est un boxeur et acteur argentin né le 9 juin 1945 à Buenos Aires.

## Biographie
Passé boxeur professionnel en novembre 1970, il est invaincu lors de ses 12 premiers combats puis perd contre Terry Krueger. Bien qu'il remporte le combat revanche et enchaine par 5 nouvelles victoires, Lovell se voit barrer l'accès à un championnat du monde par Ken Norton qui le bat par arrêt de l'arbitre au 5e round le 10 janvier 1976. Il ne parviendra jamais à décrocher de titre international, échouant notamment face à Mike Weaver le 15 novembre 1977 pour ce qui sera son dernier combat.
Pedro Lovell met ainsi un terme à sa carrière sportive sur un bilan de 18 victoires, 3 défaites et 2 matchs nuls mais il se fait connaître en tant qu'acteur lorsqu'il joue le rôle de Spider Rico dans le film Rocky en 1976, rôle qu'il reprend 30 ans plus tard pour le film Rocky Balboa.

## Filmographie
- 1976 : Rocky : Spider Rico - Club Fighter
- 2006 : Rocky Balboa : Spider Rico